# Jerzy Kowalik
Jerzy Edward Kowalik (ur. 15 października 1961 w Krakowie) – polski piłkarz, a później trener. Przez większość swojej kariery, zarówno piłkarskiej, jak i trenerskiej był związany z Krakowem.

## Życiorys
W I lidze zadebiutował w barwach Wisły wiosną 1980. Do 1983 reprezentował barwy „Białej Gwiazdy”, a następnie przeniósł się na rok do Szombierek Bytom. W latach 1984–1987 Kowalik był graczem Górnika Wałbrzych. Jesienią 1987 powrócił do Krakowa, ale tym razem nie do Wisły, tylko do II-ligowego Hutnika, z którym w 1990 roku awansował do I ligi. W Hutniku Kowalik grał do 1996 roku, z krótką przerwą wiosną 1992, gdy postanowił spróbować swoich sił w norweskim Tromsø IL. W 1996 Kowalik zakończył zawodową karierę, ale do jesieni 2000 grywał jeszcze w zespole Lubania Maniowy. W polskiej ekstraklasie Kowalik rozegrał w 299 spotkaniach i zdobył 23 gole. Największymi sukcesami w piłce klubowej było wicemistrzostwo Polski zdobyte w sezonie 1980/1981 z Wisłą Kraków oraz trzecie miejsce w lidze z Hutnikiem Kraków w sezonie 1995/1996. Na początku swojej kariery, w 1980 roku Kowalik wraz z kadrą U-18 wywalczył wicemistrzostwo Europy.
Trenerską karierę Jerzy Kowalik rozpoczął w sezonie 1996/1997 od prowadzenia IV-ligowego Górnika Wieliczka. W lipcu 1997 podjął pracę w Wiśle Kraków. Do maja 1998 był asystentem Wojciecha Łazarka, a w końcówce sezonu poprowadził drużynę jako pierwszy trener w sześciu spotkaniach. Jesienią 1998 ponownie został asystentem, tym razem Franciszka Smudy. Wiosną 1999 prowadził juniorskie drużyny Wisły, a od połowy września do początku października 1999 znowu był pierwszym szkoleniowcem „Białej Gwiazdy” i poprowadził ją w trzech meczach ligowych i jednym spotkaniu Pucharu Ligi. Następnie powrócił do pracy z zespołami młodzieżowymi, a w sezonie 2000/2001 pracował z III-ligowym Hutnikiem Kraków i awansował do II ligi. Od marca 2002 do grudnia 2004 Kowalik był asystentem Henryka Kasperczaka w Wiśle. W tym okresie drużyna dwukrotnie zdobyła mistrzostwo Polski i awansowała do 1/8 finału Pucharu UEFA. Od lipca 2005 do czerwca 2007 Kowalik prowadził Kmitę Zabierzów, z którym najpierw awansował na zaplecze ekstraklasy, by po roku zająć miejsce spadkowe – ostatecznie Kmita został w II lidze po wycofaniu się z niej Pogoni Szczecin. W swojej karierze trenował również Zagłębie Sosnowiec.
Od 16 kwietnia do 29 maja 2008 prowadził II-ligową Polonię Warszawa. Od 1 września 2008 Jerzy Kowalik trenował II-ligową Nidę Pińczów. Od 18 czerwca 2010 trener Kolejarza Stróże. 11 października 2010 ze względu na bardzo słabe wyniki na zapleczu ekstraklasy podał się do dymisji.